# ميلتون رييس
ميلتون رييس (بالإسبانية: Milton Reyes)‏ (2 مايو 1974 في هندوراس - ) هو مدرب كرة قدم ولاعب كرة قدم هندوراسي في مركز الدفاع. شارك مع منتخب هندوراس لكرة القدم. أما مع النوادي، فقد لعب مع دي.سي. يونايتد ونادي دالاس ونادي موتاجوا ‏ وYoro F.C. ‏.

## وصلات خارجية
- ميلتون رييس على موقع الاتحاد الدولي (مؤرشف)  (الإنجليزية)
- ميلتون رييس على موقع الدوري الأمريكي (الإنجليزية)
- ميلتون رييس على موقع قاعدة بيانات كرة القدم.إي يو (الإنجليزية)
- ميلتون رييس على موقع ناشيونال فوتبول تيمز (الإنجليزية)
- ميلتون رييس على موقع Soccerway.com (الإنجليزية)